# Herman Vandenberghe
Pour les articles homonymes, voir Vandenberghe.
 (mai 2024).
Herman, Benediktus, baron Vandenberghe (parfois Van Den Berghe), né le 12 juin 1933 à Overboelare et mort le 23 janvier 2017, est un professeur de génétique belge flamand.
Il est docteur en médecine, licencié en radiobiologie, en sciences médicales, agrégé de l'enseignement supérieur, médecin spécialiste en oncologie et biologie clinique.
Il est l'un des très grands cytogénéticiens hématologiques (étude des anomalies chromosomiques, éléments majeurs du pronostic, dans les leucémies). Il a, entre autres, décrit la délétion 5q dans les myélodyplasies,.

## Mandats
- Directeur du centre de génétique humaine de Louvain[4].
- Coordinateur de la recherche et vice-recteur de la KUL.
- Président de Genetica Belgica.
- Président honoraire de la Société belge de biologie cellulaire.
- Vice-président du Conseil supérieur de la génétique humaine.
- Vice-président de l'Œuvre belge du cancer.
- Membre de la Commission d'éthique du Conseil supérieur de la santé.
- Membre de l'Academia Europaea.
- Titulaire de la chaire Francqui à l'UCL

## Distinctions
- Lauréat du Prix Quinquennal du Nationaal Fonds voor Wetenschappelijk Onderzoek
- Lauréat du Prix de la Communauté flamande
- Officier de l'ordre de Léopold.
- Élevé au rang de baron en 1992[5].